# Glaucopsyche xerces
Glaucopsyche xerces är en fjärilsart som beskrevs av Jean Baptiste Boisduval 1852. Glaucopsyche xerces ingår i släktet Glaucopsyche och familjen juvelvingar. IUCN kategoriserar arten globalt som utdöd. Inga underarter finns listade i Catalogue of Life.

## Bildgalleri

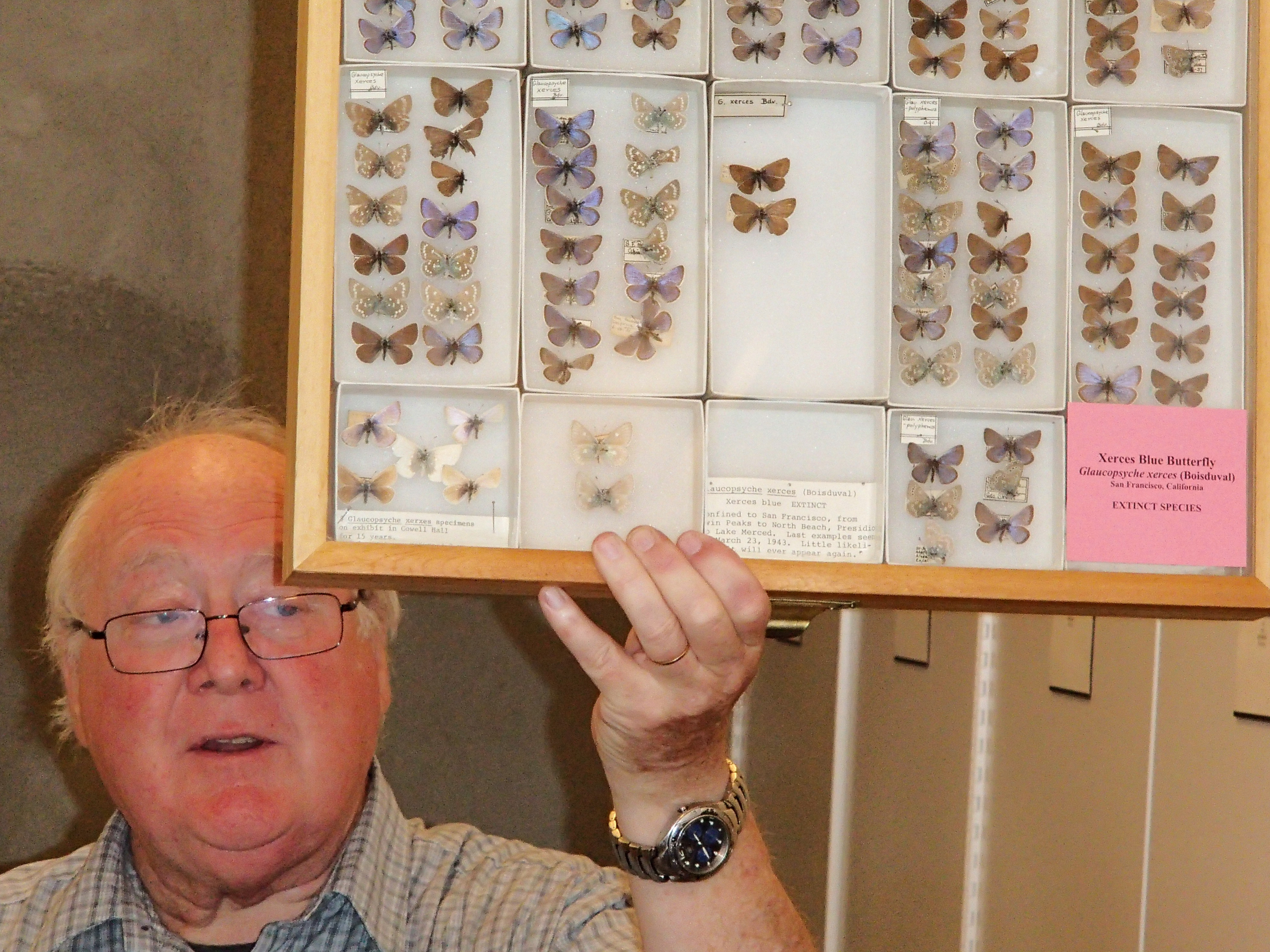